# 基斯洛沃农村居民点
基斯洛沃农村居民点（俄语：Кисловское сельское поселение）是俄罗斯联邦伏尔加格勒州贝科沃区所属的一个农村居民点。其下辖有4个居民点，行政中心为基斯洛沃。据2016年统计，该农村居民点的人口为2434人。